# Франклин (единица измерения)
Фра́нклин (синонимы: статкуло́н, esu) — название единицы измерения электрического заряда и потока электрической индукции в СГСЭ, в гауссовой системе и в СГСФ. Международное и русское обозначения: Fr, Фр. Франклин является одной из четырёх основных единиц системы СГСФ (наряду с сантиметром, граммом и секундой).

## Определение
Франклин — это такая величина электрического заряда, что два точечных разноимённых заряда по 1 Фр каждый, находящиеся в вакууме на расстоянии 1 см, будут притягиваться друг к другу с силой 1 дина.
В единицах Международной системы единиц (СИ):
1 Фр = {\displaystyle {\frac {1}{10\,c}}} Кл = (2 997 924 580)−1 Кл (точно) ≈ 3,33564095×10−10 Кл ≈ 2,08194346×109 e,
где c = 299 792 458 — числовое значение скорости света в вакууме в единицах СИ (м/с),
e — элементарный электрический заряд.
Размерность статкулона в СГСЭ в гауссовой системе: 1 г1/2·см3/2·с−1. В СГСФ он является основной единицей, не выражаемой через другие основные единицы.

## Название
В советской и российской литературе данная единица обычно называется просто СГСЭ-ед. заряда. В иностранной литературе часто называется электростатической единицей заряда (англ. electrostatic unit of charge, сокр. esu).
В 1941 году британский физик Эдвард Гуггенхайм предложил назвать эту единицу «франклин» в честь американского физика Бенджамина Франклина.